# Matteo Parenzan
Matteo Parenzan (Trieste, 23 giugno 2003) è un tennistavolista italiano.

## Carriera
Affetto sin dalla nascita da una rara malattia neuromuscolare, la miopatia nemalinica, Matteo Parenzan comincia a praticare il tennistavolo all'età di otto anni e si afferma ben presto nel panorama giovanile. All'età di tredici anni diviene il più giovane vincitore dei campionati italiani paralimpici.
A soli diciassette anni, nel 2020, viene convocato in nazionale per partecipare alle Paralimpiadi di Tokyo. Pur fermandosi ai gironi nel torneo individuale e agli ottavi nella gara a squadre, viene scelto come portabandiera per la cerimonia di chiusura dei Giochi.
Nel 2022 vince la medaglia d'oro ai campionati mondiali di Granada, ripetendo l'impresa l'anno seguente in occasione degli europei tenutisi a Sheffield.
Nel 2024 partecipa alle sue seconde Paralimpiadi, quelle di Parigi, dove riesce a conquistare la finale sconfiggendo in semifinale il campione paralimpico in carica Ian Seidenfeld; nell'atto conclusivo, si laurea campione paralimpico battendo in tre set il thailandese Rungroj Thainiyom. In questo modo diventa il primo tennistavolista italiano capace di salire sul gradino più alto del podio in una Paralimpiade da Heidelberg 1972. A dicembre 2024 viene insignito per la seconda volta del Collare d'oro al merito sportivo visto l'oro di Parigi

## Palmarès
- Giochi paralimpici

 Parigi 2024:  Oro nel torneo individuale;
- Mondiali

 Granada 2022:  Oro nel torneo individuale;
- Europei

 Sheffield 2023:  Oro nel torneo individuale;